# New World Sound
New World Sound est un duo de disc jockeys australiens formé en 2011, composé de Tyrone James et Jesse Taylor.
Flute, sorti en 2013 en collaboration avec Thomas Newson, constitue le single majeur de leur répertoire, et s'est illustré dans de nombreux charts nationaux.
The Buzz, sorti quelques mois plus tard, toujours chez Doorn Records, fut également un succès lors de sa sortie, atteignant la 2e place du top 100 sur la plate-forme de téléchargement Beatport, mais se faisant moins remarquer dans les charts nationaux.
Depuis quelques mois, le duo australien prend du recul et se fait plus discret sur la scène electro / dance mondiale.

## Discographie

### Singles
- 2012 : Bantam [In Charge (Be Yourself Music)]
- 2013 : Cube [In Charge (Be Yourself Music)]
- 2013 : Aye [LE7ELS]
- 2013 : Flute (avec Thomas Newson) [DOORN (Spinnin)]
- 2013 : Shakedown (avec Uberjak'd) [Downright]
- 2013 : Colors (avec Osen) (feat. Juanita Timpanaro) [LE7ELS]
- 2014 : The Buzz (avec Timmy Trumpet) [DOORN (Spinnin)]
- 2014 : Pineapple [Big Beat Records]
- 2014 : Spoon (avec Tom Size) [Big Beat Records]
- 2014 : How To Twerk [LE7ELS]
- 2014 : Cheer Up [Ultra]
- 2015 : Bounce That (avec Reece Low) [Dim Mak Records]
- 2015 : Buoy (avec No Talent) [Dim Mak Records]
- 2015 : Gold Diggin' [Squad Records]

### Remixes
- 2012 : Punk Ninja & Monique Thomas - Colourful (New World Sound Remix) [Central Station Records]
- 2013 : MYNC & Neil Ormandy - Searching (feat. Neil Ormandy) (New World Sound Remix) [Cr2]
- 2013 : Switchfoot - Who We Are (New World Sound Remix) [Atlantic Records]
- 2014 : Nick Galea - Lift (New World Sound Remix) [Onelove]
- 2014 : Chardy - Tomorrow (New World Sound Remix) [Astrx]
- 2014 : Syn Cole - Miami 82 (New World Sound Remix) [LE7ELS]